# Asienspiele 1974/Badminton
Titelträger im Badminton wurden bei den Asienspielen 1974 in Teheran in fünf Einzel- und zwei Mannschaftsdisziplinen ermittelt. Die Spiele fanden vom 1. bis zum 16. September 1974  statt. Badminton wurde vom 5. bis zum 14. September gespielt.

## Medaillengewinner
| Disziplin        | Gold | Silber                                                                                             | Bronze                                                                          |
| ---------------- | --- | -------------------------------------------------------------------------------------------------- | ------------------------------------------------------------------------------- |
| Herreneinzel     | Hou Jiachang | Fang Kaixiang                                                                                      | Liem Swie King                                                                  |
| Dameneinzel      | Chen Yuniang | Liang Qiuxia                                                                                       | Hiroe Yuki                                                                      |
| Herrendoppel     | Tjun Tjun Johan Wahjudi                                                                                           | Christian Hadinata Ade Chandra                                                                     | Tang Xianhu Chen Tianxiang                                                      |
| Damendoppel      | Liang Qiuxia Zheng Huiming                                                                                        | Lin Yu Ya Qiu Yufang                                                                               | Theresia Widiastuti Imelda Wiguna                                               |
| Mixed            | Christian Hadinata Regina Masli                                                                                   | Tjun Tjun Sri Wiyanti                                                                              | Tang Xianhu Chen Yuniang                                                        |
| Herrenmannschaft | Volksrepublik China Hou Jiachang Yu Yaodong Tang Xianhu Chen Tianxiang Fang Kaixiang Chen Hsin Hui Yang Mei Liang | Indonesien Tjun Tjun Johan Wahjudi Ade Chandra Christian Hadinata Nunung Murdjianto Liem Swie King | Indien Prakash Padukone Dinesh Khanna Raman Ghosh Partho Ganguli Davinder Ahuja |
| Damenmannschaft  | Volksrepublik China Chen Yuniang Liu Xiaozheng Zheng Huiming Qiu Yufang Lin Yu Ya Liang Qiuxia                    | Indonesien Theresia Widiastuti Sri Wiyanti Minarni Regina Masli Imelda Wiguna Tati Sumirah         | Japan Hiroe Yuki Mariko Nishio Machiko Aizawa Etsuko Takenaka Mika Ikeda        |

## Medaillenspiegel
| Platz | Land        | Gold | Silber | Bronze | Gesamt |
| ----- | ----------- | ---- | ------ | ------ | ------ |
| 1     | China       | 5    | 3      | 2      | 10     |
| 2     | Indonesien  | 2    | 4      | 2      | 8      |
| 3     | Japan       | -    | -      | 2      | 2      |
| 4     | Indien      | -    | -      | 1      | 1      |
| 5     | Hongkong    | -    | -      | -      | -      |
|       | Iran        | -    | -      | -      | -      |
|       | Nepal       | -    | -      | -      | -      |
|       | Pakistan    | -    | -      | -      | -      |
|       | Philippinen | -    | -      | -      | -      |
|       | Südkorea    | -    | -      | -      | -      |
|       | Nordkorea   | -    | -      | -      | -      |
|       | Thailand    | -    | -      | -      | -      |